# Waldemar de Schaumbourg-Lippe
Le prince Waldemar Stephen de Schaumbourg-Lippe (Waldemar Stephan Ferdinand Wolrad Friedrich Karl, né le 19 décembre 1940 à Glienicke et mort le 11 août 2020 aux États-Unis) est un fils de Christian de Schaumbourg-Lippe (1898–1974) et de Feodora de Danemark, et l'arrière-petit-fils du Roi Frédéric VIII de Danemark.

## Biographie
À l'âge de 5 ans, il s'installe au Danemark pour vivre avec sa tante et son oncle maternels, la princesse Caroline-Mathilde et le prince Knud. À l'âge de 10 ans, il retourne en Allemagne de l'Ouest. Plus tard, il suit une formation de banquier.
En 1977, il s'installe de nouveau au Danemark et devient citoyen danois en épousant Anne-Lise Johansen, la photographe de la cour de sa cousine germaine Margrethe II.

## Famille
Waldemar de Schaumbourg-Lippe s'est d'abord marié avec Anne-Lise Johansen, le 10 septembre 1977, la photographe de Margrethe II, dont il a divorcé. Ils eurent un enfant :
- La princesse Éléonore-Christine Eugénie Benita Feodora Maria de Schaumbourg-Lippe (née le 22 décembre 1978 à Hørsholm, Danemark)

Il s'est remarié avec Karin Grundmann en 2001, dont il a divorcé en 2002. Et en 2002, il a épousé Ruth Schneidewind, dont il a divorcé en 2003.
Son quatrième mariage était avec Gertraud-Antonia Wagner-Schöppl le 20 septembre 2008 au palais de Schönbrunn à Vienne. Il a adopté le fils de sa femme :
- Mario Max Prince Antonius Adolf Albert Isidor Eduard Oliver Gertraud Manuela Edith Helga Magdalena Prinz zu Schaumburg-Lippe[3]. Il est apparu sur plusieurs émissions de télévision entre 2010 et 2016.

Bien que liée à la famille royale du Danemark, en vertu de la loi danoise, Waldemar de Schaumbourg-Lippe n'est pas héritier du trône car il n'est pas un descendant de Christian X, le frère de son grand-père le prince Harald.